# Milan Škriniar
Milan Škriniar (Žiar nad Hronom, 11. veljače 1995.) slovački je nogometaš koji igra na poziciji centralnog beka. Trenutačno igra za Fenerbahçe.

## Klupska karijera

### Žilina
Tijekom svoje omladinske karijere igrao je za Žiar nad Hronom i Žilinu. Za potonji klub debitirao je 27. ožujka 2012. u utakmici Slovačke Superlige protiv kluba ViOn Zlaté Moravce. Istom je klubu zabio svoj prvi gol u dresu Žiline i to 23. studenog kada je Žilina pobijedila 4:1.

### Zlaté Moravce
U ožujku 2013. posuđen je do kraja sezone klubu protiv kojega je debitirao i zabio svoj prvi gol.

### Sampdoria
Dana 29. siječnja 2016. Sampdoria je objavila kako je Škriniar potpisao ugovor na četiri i pol godine s njom. Za novi klub debitirao je krajem travnja protiv Lazija.

### Inter Milan
Dana 7. srpnja 2017. Škriniar je potpisao petogodišnji ugovor s Inter Milanom. Za Škriniara Inter je platio Sampdoriji oko 20 milijuna eura te joj besplatno dao Gianlucu Caprarija. Tada je to bio najskuplji transfer nekog slovačkog nogometaša u povijesti.
Za Inter je debitirao u ligaškoj utakmici protiv Fiorentine koju je Inter dobio 3:0. Svoj prvi ligaški gol za Inter postiže 16. rujna u utakmici protiv Crotonea koja je završila 2:0.
U UEFA Ligi prvaka debitirao je 18. rujna 2018. protiv Tottenham Hotspura koji je izgubio susret 2:1. Dana 2. studenog 2019. u ligaškoj utakmici protiv Bologne koju je Inter pobijedio 2:1, Škriniar je upisao svoj 100. nastup za klub u svim natjecanjima. U svim tim utakmicama nalazio se u početnom sastavu. Svoj prvi gol u UEFA Ligi prvaka postigao je 3. studenog 2021. kada je Sheriff Tiraspol poražen 1:3.

### Paris Saint-Germain
Škriniar je 6. srpnja 2023. potpisao petogodišnji ugovor s Paris Saint-Germainom. Za novi klub debitirao je 12.kolovoza u ligaškoj utakmici bez golova protiv Lorienta. Svoj prvi klupski pogodak postigao je 7. studenog u utakmici grupne faze UEFA Lige prvaka 2023./24. u kojoj je Milan dobio 2:1.

### Fenerbahçe (posudba)
Posuđen je Fenerbahçeu 30. siječnja 2025.

## Reprezentativna karijera
Tijekom svoje omladinske reprezentativne karijere nastupao je za selekcije Slovačke do 17, 18, 19 i 21 godine. Za A selekciju Slovačke debitirao je protiv Gruzije 27. svibnja 2016. Svoj prvi reprezentativni gol postigao je protiv Malte 27. ožujka 2021. u utakmici koja je završila 2:2. Postao je kapetanom slovačke reprezentacije nakon što se Marek Hamšík umirovio 2022.

### Pogodci za reprezentaciju
Zadnji put ažurirano 31. siječnja 2025.
| #  | Datum            | Mjesto                                        | Nastup | Protivnik | Pogodak | Rezultat | Natjecanje                                |
| -- | ---------------- | --------------------------------------------- | ------ | --------- | ------- | -------- | ----------------------------------------- |
| 1. | 27. ožujka 2021. | Štadión Antona Malatinského, Trnava, Slovačka | 38.    | Malta     | 2:2     | 2:2      | Kvalifikacije za Svjetsko prvenstvo 2022. |
| 2. | 30. ožujka 2021. | Štadión Antona Malatinského, Trnava, Slovačka | 39.    | Rusija    | 1:0     | 2:1      | Kvalifikacije za Svjetsko prvenstvo 2022. |
| 3. | 14. lipnja 2021. | Gazprom Arena, Sankt-Peterburg, Rusija        | 41.    | Poljska   | 2:1     | 2:1      | Europsko prvenstvo 2020.                  |

## Priznanja

### Individualna
- Nagrada Peter Dubovský: 2016.
- Član momčadi natjecanja UEFA Europskog prvenstva do 21 godine: 2017.[21]
- Slovački nogometaš godine: 2019.,[22] 2020., 2021.,[23] 2022.[24]

### Klupska
Žilina
- Corgoň liga: 2011./12.
- Slovački nogometni kup: 2011./12.

Inter Milan
- Serie A: 2020./21.[25]
- Coppa Italia: 2021./22., 2022./23.[26]
- Supercoppa Italiana: 2021., 2022.[27]
- UEFA Europska liga (finalist): 2019./20.[28]
- UEFA Liga prvaka (finalist): 2022./23.[29]

Paris Saint-Germain
- Ligue 1: 2023./24.[30]
- Coupe de France: 2023./24.[31]
- Trophée des Champions: 2023.[32]

### Reprezentativna
- King's Cup: 2018.[33][34]

## Vanjske poveznice
- Profil, Inter Milan
- Profil, Soccerway
- Profil, Transfermarkt